# قطرس شمال المحيط الهادئ
قطرس شمال المحيط الهادئ (الاسم العلمي: Phoebastria)، جنس طيور بحرية كبيرة القد من فصيلة القطرسيات. وهي أكثر طيور القطرس التي تستوطن المناطق الاستوائية، حيث يوجد نوعان (قطر لايسان وقطرس أسود الرجلين) منه تعشش في جزر هاواي الشمالية الغربية، ونوع واحد (قطرس قصير الذيل) يعشش على الجزر شبه الاستوائية في جنوب اليابان، وآخر يعشش (القطرس المموّج) على خط الاستواء.